# Fundația ERSTE
Fundația ERSTE (în limba germană DIE ERSTE österreichische Spar-Casse Privatstiftung sau pe scurt: ERSTE Stiftung) este cea mai mare fundație a unei case de economii austriece. În 2003, aceasta s-a dezvoltat din Erste Oesterreichische Spar-Casse, prima bancă de economii din Austria, înființată în 1819. În calitate de fundație a unei Case de Economii  private austriece, Fundația  actionează în interesul bunăstării comune și are un angajament ferm în acest sens. De  asemenea, fundația are o responsabilitate specială în calitate de acționar majoritar al Grupului Erste . Fundația ERSTE investește  o parte din dividentele  sale în dezvoltarea societății civile din Europa Centrală și de Sud-Est.

## Misiunea fundației
Fundația ERSTE își desfășoară activitatea în Europa Centrală și de Sud-Est. Misiunea sa datează din secolul al XIX-lea, când a apărut ideea caselor de economii. Aceasta sprijină participarea socială și implicarea societății civile; obiectivul său este să aducă oamenii împreună și să ofere informații despre istoria recentă a unei regiuni care a suferit schimbări dramatice începând cu 1989. Fiind o fundație activă, își dezvoltă propriile proiecte în cadrul a trei programe: Dezvoltare socială, Cultură și Europa.

### Programe

#### Dezvoltare socială
Fundația încurajează promovarea și sprijinirea dezvoltării unei societăți incluzive, demne și juste, în care nimeni nu este exclus. În acest sens fundația a dezvoltat două strategii complementare de  intervenție socială: integrarea persoanelor și a grupurilor marginalizate și cercetarea în domeniul schimbării sociale. Activitățile sale creează perspective echitabile pentru persoanele care trăiesc în condiții sociale dificile și cele aflate în situații de necesitate extremă în ceea ce privește educația și participarea socială.

#### Cultură
Programul pentru cultură vizează îndeosebi proiecte internaționale și implică activități de cercetare axate pe artele vizuale din anii 1960 până în prezent. Cultura este considerată unul din motoarele principale ale unei societăți democratice, permițând crearea de legături între regiuni diverse din punct de vedere lingvistic și geografic. Activitățile ce implică strategii artistice creează un cadru de experimentare pentru utopii și pentru propuneri care merg dincolo de fezabilitatea politicilor de zi cu zi, precum și pentru explorarea diverselor posibilități de abordare artistică. Prin urmare, programul pentru cultură promovează proiectele independente și cele din sectorul cultural, sprijinindu-le cu resurse și contacte transfrontaliere care nu sunt integrate în instituțiile statului, printre altele și pentru a stopa așa-numitul exod al creierelor.

#### Europa
Fundația promovează procesul de integrare europeană, oferind un cadru de schimb de idei, cunoștințe și inițiative. Cetățenii europeni sunt încurajați să trăiască în baza unor valori comune, să își împărtășească liber ideile, să conlucreze și să învețe unii de la alții. Proiectele se axează pe crearea unei culturi vii a dialogului. Într-un mediu în care se pune accentul pe diferențe, oamenii ar trebui să aibă posibilitatea de a-și exprima sentimentele de solidaritate, apropiere și cooperare. Proiectele anticipează realitatea unei Europe unite și redau potențialul unei uniuni comune,  în special în acele țări în care programele UE nu pot fi implementate încă. Unul dintre accente este pus pe activitățile cu tinerii, programele pentru jurnaliști și dezbaterile privind viitorul Europei.

### Proiecte (exemple)
- Academy of Central European Schools (Academia Școlilor din Europa Centrală - aces) – o rețea intenațională de școli din 15 state ale CEE, al cărei scop este instituirea unui grad sporit de înțelegere a valorilor europene în rândul tinerilor, precum și diminuarea prejudecăților.
- Balkan Fellowship for Journalistic Excellence (Bursa pentru excelență în jurnalism) – un program de burse pentru jurnaliștii din 9 state balcanice, în cooperare cu Balkan Investigative Reporting Network și Robert Bosch Stiftung, ce vizează consolidarea democrației și a libertății de exprimare prin jurnalism de înaltă calitate.
- ERSTE Foundation Fellowship for Social Research (Bursa Fundației ERSTE pentru cercetări sociologice) – 10 cercetători din Europa de Est beneficiază în fiecare an de o bursă de cercetare aprofundată a unei teme sociologice, demografice sau socio-politice într-un context european.
- Gender Check. Femininity and Masculinity in the Art of Eastern Europe (Gender Check. Feminitatea și masculinitatea în arta  din Europa de Est) – „Gender Check” este prima expoziție complexă care prezintă opere de artă din Europa de Est, începând cu anii 1960, ce tratează tema modelelor feminine și masculine. O echipa de 25 de curatori din 24 de state au colaborat pentru a prezenta la Muzeul de Artă Modernă din Viena o expoziție cu peste 400 de opere create de peste 200 de artiști. Expoziția a fost prezentată și în cadrul Galeriei Naționale Zacheta din Varșovia.
- KomenskýFond – denumit după pedagogul ceh renascentist Jan Komenský, proiectul  este o inițiativă comună a Caritas Austria și Fundația ERSTE, fiind prezent în 9 state cu scopul de a sprijini combaterea sărăciei prin facilitarea accesului la educație, îndeosebi în rândul copiilor din comunitățile de romi.
- PATTERNS Lectures – Programul are în vedere încurajarea dezvoltării de noi cursuri universitare în Europa Centrală și de Sud-Est, a căror tematică vizează istoria artei, studiile și științele culturale. În cadrul proiectului se sprijină dezvoltarea cursurilor, realizarea de vizite de studiu, invitarea lectorilor străini la cursuri, excursii pentru studenți, precum si dezvoltarea de publicații aferente cursurilor.
- tranzit.org – Rețeaua independentă tranzit desfășoară activități în Austria, Republica Cehă, Ungaria și Republica Slovacă. Fiecare centru  local al rețelei desfășoară activități într-o manieră unică și autonomă, în diverse cadre artistice și organizează prelegeri, spectacole, discuții, publicații, expoziții și studii de cercetare. În 2010, echipa tranzit a fost una din cele trei echipe de curatori ai bienalei europene de artă Manifesta 8 din Murcia, Spania.

### Servicii bancare cu focus social și incluziunea financiară
În calitate de fundație a unei Case de Economii, Fundația ERSTE s-a dedicat ideii de bancă socială de economii lansate în secolul al XIX-lea. Prin urmare serviciile bancare cu focus social și incluziunea socială  sunt problematici cheie abordate prin programul Dezvoltare socială. Cele mai cunoscute proiecte din acest domeniu sunt:
- Die Zweite Sparkasse (A doua bancă de economii) – O bancă pentru cei care nu îndeplinesc condițiile minime pentru a accede la servicii bancare
- good.bee – institutul pentru micro-finanțare și antreprenoriat social al Grupului Erste și al  Fundației ERSTE
- The Social Business Tour 2010 –o serie de conferințe și ateliere organizate pentru a promova întreprinderile sociale în Europa de Est, alături de Muhammad Yunus

### Premii

#### Premiul Fundației ERSTE pentru Integrare Socială
Începând cu anul 2007, o dată la doi ani se acordă Premiul Fundației ERSTE pentru Integrare Socială proiectelor care desfășoară activități de succes în vederea integrării sociale a diverselor grupuri  marginalizate în comunitățile respective. În urma unei perioade de depunere a aplicațiilor sunt selectați 30 de câștigători din peste 1000 de candidați din 12 țări (2011). Aceștia primesc premii în valoare totală de 610,000 euro. În plus, ONG-urile câștigătoare și finaliste primesc recunoaștere publică, beneficiază pe o perioadă de 2 ani de suport gratuit de  PR pentru proiectele lor și sunt integrate într-o rețea internațională de organizații similare. Până acum au avut loc ceremonii de decernare a premiilor la Ljubljana (2007), București (2009) și Praga (2011).

#### Premiul Igor Zabel pentru Cultură și Teorie
Fundația ERSTE a initiat Premiul bienal Igor Zabel pentru Cultură și Teorie în 2008. Premiul sprijina  activitatea teoreticienilor și istoricilor de artă din CEE și pune în lumină conceptul de artă și cultură, încurajând producția de cunoaștere culturală și schimburile între ”Est” și ”Vest”. Premiul poartă numele autorului, criticului de artă și curatorului sloven Igor Zabel (1958–2005), curatorul principal al Moderna Galerija din Ljubljana. Acesta a stabilit relații culturale între Europa de Est și de Vest.

### Cooperarea cu alte fundații pentru proiecte internaționale
- Archis SEE Network
- European Fund for the Balkans (EFB)
- Forum for Roma Inclusion
- Grant Makers East Forum
- Roma Education Fund (REF)
- Networking European Citizenship Education (NECE)

## Istoric
Originile Fundației datează din secolul al XIX-lea. Erste österreichische Spar-Casse a fost fondată în 1819. Ca urmare a unei modificări a Legii Băncilor de Economii din Austria, Erste österreichische Spar-Casse a fost scindată într-o bancă operațională (Erste Bank AG) și un holding (DIE ERSTE österreichische Spar-Casse Anteilsverwaltungssparkasse, prescurtat AVS) în 1993. În 1997 Erste Bank, care fuzionase cu GiroCredit Bank AG der Sparkassen, a fost listată la bursă, iar AVS a devenit acționarul majoritar al companiei, ale cărei acțiuni sunt și astăzi tranzacționate la Bursa din Viena. În 2003 AVS s-a transformat în mod oficial în DIE ERSTE österreichische Spar-Casse Privatstiftung, pe scurt ERSTE Stiftung (Fundația ERSTE), care și-a început activitatea doi ani mai târziu.
Printre primele proiecte de anvergură ale fundației se numără Zweite Wiener Vereins-Sparcasse, pe scurt: Zweite Sparkasse, fondată în 2006, și rețeaua Academia Scolilor din Europa Centrala  (aces), înființată în același an. 2007 a fost anul în care s-a decernat pentru prima dată Premiul Fundației ERSTE pentru Integrare Socială, la Ljubljana, iar tot atunci s-a lansat și Programul de Burse pentru Excelență în Jurnalism. În 2008 au urmat Premiul Igor Zabel pentru Cultură și Teorie și lansarea good.bee. În 2009 ORF și 3sat au difuzat pentru prima dată seria de documentare pentru televiziune "Balkan Express (Return to Europe)"  - Balkan Express, Întoarcerea în Europa – și a fost organizată a doua ediție a Premiului Fundației ERSTE pentru Integrare Socială, ceremonia de decernare desfășurându-se la București. Expoziția Gender Check – cel mai mare proiect cultural până în prezent – a fost lansată la MUMOK din Viena, în 2010. În același an a fost organizat Social Business Tour 2010, cu Muhammad Yunus, în șase state din Europa de Est, cu scopul de a introduce conceptul de întreprindere socială ca o formă de activitate economică sustenabilă, la Viena, Bratislava, Budapesta, Praga, București și Belgrad. În același an, Premiul Igor Zabel pentru Cultură și Teorie i-a fost acordat istoricului de artă polonez Piotr Piotrowski, la Barcelona. În 2011 Premiul Fundației ERSTE pentru Integrare Socială – aflat la a treia ediție – a fost acordat la Praga unui număr de 34 de proiecte din 12 țări.

## Statut juridic
Fundația ERSTE este o fundație a unei case de economii, în conformitate cu definiția dată de Legea Băncilor de Economii din Austria.

### Conducere
Structurile din cadrul fundației sunt Consiliul de conducere, Consiliul de supraveghere și Asociația.  Fondată în 1819, această Asociație a Casei de Economii  are în prezent în componență peste 100 de membri, alege membrii Consiliului de supraveghere și desemnează președintele acestuia. Consiliul de supraveghere numește membrii Consiliului de conducere și supervizează conducerea fundației. Consiliul de conducere coordoneaza activitățile fundației și ia decizii referitor la alocarea finanțărilor pentru proiecte, fiind asistat de Consiliul consultativ format din experți internaționali.

#### Membrii Consiliului de supraveghere
- - Bettina Breiteneder
  - Maximilian Hardegg
  - Barbara Pichler
  - Johanna Rachinger
  - Philipp Thurn und Taxis
  - Markus Trauttmansdorff
  - Kurt Zangerle
  - Andreas Treichl (președinte)
  - Manfred Wimmer

#### Membrii Consiliului de conducere
- - Boris Marte (președinte)
  - Wolfgang Schopf
  - Eva Höltl
  - Martin Wohlmuth

### Angajați, buget și proiecte
Fundația ERSTE are aproximativ 35 de angajați în anul 2012. De la înființarea sa în 2003 și până la sfârșitul anului 2010  fundația a investit 40 mil. euro în proiecte.  În această perioadă, Fundația a implementat și/sau sprijinit un număr total de 548 de proiecte, din care 110 au fost selectate în urma unor competiții de proiecte deschise. Aproximativ 80 % din bugetul anual al Fundației ERSTE este investit în proiecte inițiate în cadrul celor trei programe: Dezvoltare socială, Cultură și Europa. Restul de 20% este acordat sub formă de burse pentru sprijinirea proiectelor organizațiilor non-profit.

### Adeziunea la organizații umbrelă
- Centrul European al Fundațiilor (EFC)[4]
- Rețeaua Fundațiilor Europene (NEF)[5]
- Verband österreichischer Privatstiftungen (VÖP)

## Biblioteca Fundației ERSTE
Înființată în 2007, Biblioteca Fundației ERSTE colectează publicații în principal în limbile engleză și germană. Biblioteca deține o colecție de aproximativ 5000 de documente și 35 de abonamente la publicații periodice (2012). Temele acoperite includ istoria și teoria artei și istoria și teoria media, probleme ale minorităților și probleme de gen, teoria culturii și politici culturale, dezvoltare economică și politică, servicii bancare sociale, inovație în fundații, filantropie, demografie, migrație, educație, și arta memoriei. Din punct de vedere al acoperirii geografice, colecția se axează pe publicații din Europa Centrală și de Sud-Est. Biblioteca este deschisă publicului. Consultarea materialelor cu acces liber se face în incinta bibliotecii pe bază de programare.